# Piljužići (Tešanj)
Pour les articles homonymes, voir Piljužići.
Piljužići (en cyrillique : Пиљужићи) est un village de Bosnie-Herzégovine. Il est situé dans la municipalité de Tešanj, dans le canton de Zenica-Doboj et dans la fédération de Bosnie-et-Herzégovine. Selon les premiers résultats du recensement bosnien de 2013, il compte 1 943 habitants.
Avant la guerre de Bosnie-Herzégovine, le village faisait entièrement partie de la municipalité de Tešanj ; après la guerre, son territoire a été partiellement rattaché à la municipalité de Teslić intégrée à la république serbe de Bosnie.

## Démographie

### Évolution historique de la population dans la localité
| 1948 | 1953 | 1961 | 1971  | 1981  | 1991  | 2013  |
| ---- | ---- | ---- | ----- | ----- | ----- | ----- |
| -    | -    | 989  | 1 255 | 1 579 | 1 840 | 1 943 |

|  |

### Communauté locale
En 1991, la communauté locale de Piljužići comptait 2 093 habitants, répartis de la manière suivante :